# 島村 (岐阜県稲葉郡)

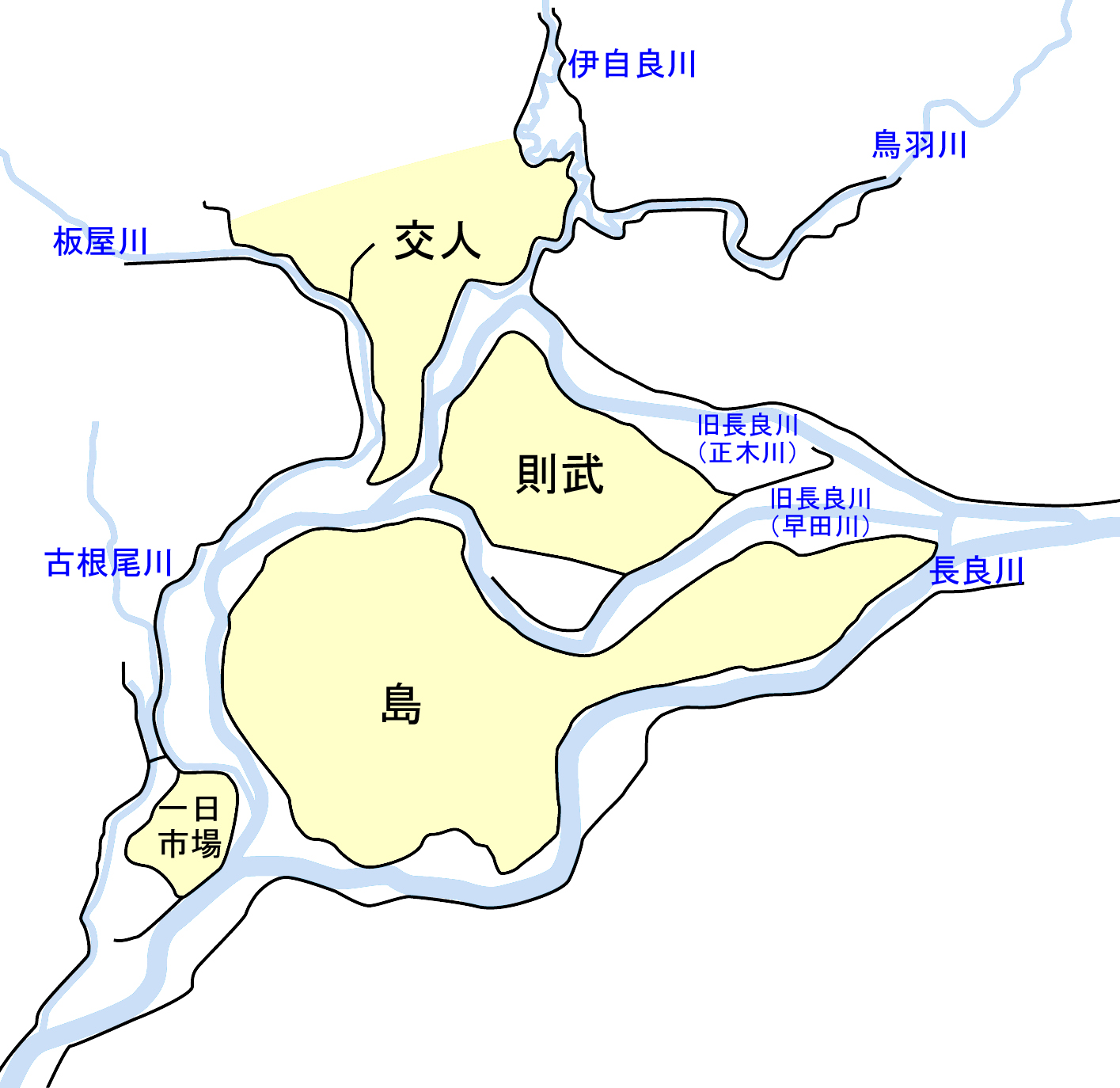
長良川改修以前の長良川分岐点付近の河川と輪中の分布。島村は島輪中内に位置した。

島村（しまむら）はかつて岐阜県稲葉郡に存在した村である。
現在の岐阜市の長良川沿い（北岸）に該当する。かつては3つに分かれて流れた長良川のうち、現在の長良川本川（井川）と、早田川の位置を流れた分派川の1つに挟まれた島であったが、1933年（昭和8年）からの長良川改修工事で分派川は締め切られている。現在は長良川と伊自良川に挟まれた地域である。

## 歴史
- 江戸時代末期、この地域は美濃国厚見郡に属し、天領、尾張藩領の混在地域であった。
- 1897年（明治30年）4月1日[2] - 方県郡の一部、厚見郡、各務郡が合併し、稲葉郡となる。この地域は稲葉郡となる。
- 1897年（明治30年）4月1日 - 近島村、池ノ上村、北島村、萱場村、菅生村、西中島村、江口村、早田村、東島村、旦ノ島村が合併して島村となる。
- 1934年（昭和9年）12月5日 - 岐阜市に編入される。

## 交通
- 名岐鉄道揖斐線
  - 近ノ島駅、萱場駅、旦ノ島駅

## 旧跡・観光など
- 葛懸神社
  - 池ノ上みそぎ祭

## 学校
- 島尋常高等小学校（現・岐阜市立島小学校）
  - 早田分教場（現・岐阜市立早田小学校）